# Edy Williams
Pour les articles homonymes, voir Williams.
 (mars 2015).
Si vous disposez d'ouvrages ou d'articles de référence ou si vous connaissez des sites web de qualité traitant du thème abordé ici, merci de compléter l'article en donnant les références utiles à sa vérifiabilité et en les liant à la section « Notes et références ».
Edwina Beth Williams dite Edy Williams est une actrice américaine née le 9 août 1942 à Salt Lake City (Utah).

## Biographie
Elle s'installe à Los Angeles en 1963 et signe un contrat avec la 20th Century Fox. En 1970, elle épouse le réalisateur Russ Meyer. Ils se séparent en 1975.
En mars 1973, elle fait la couverture du magazine Playboy.

## Filmographie

### Cinéma
- 1963 : Trois filles à marier : Edy (non créditée)
- 1964 : Le Sport favori de l'homme  : la deuxième fille (non créditée)
- 1964 : Le Retour d'Aladin : une esclave (non créditée)
- 1964 : La Maison de madame Adler : la call girl
- 1964 : The Naked Kiss : Hatrack
- 1965 : Harlow, la blonde platine : la fille du bureau de poste (non créditée)
- 1966 : Nevada Smith : la fille du saloon (non créditée)
- 1966 : Paradis hawaïen : la brune (non créditée)
- 1967 : Good Times : la fille du Mordicus
- 1968 : I Sailed to Tahiti with an All Girl Crew : Marilyn
- 1968 : The Secret Life of an American Wife : Susie Steinberg
- 1969 : Where It's At : Phyllis Horrigan
- 1970 : La Vallée des plaisirs : Ashley St. Ives
- 1971 : The Seven Minutes : Faye Osborn
- 1975 : Dr. Minx : Dr. Carol Evans
- 1977 : The Happy Hooker Goes to Washington : le professeur Simmons
- 1980 : Willie and Phil : Ashley
- 1983 : Les Anges du mal : Paula
- 1984 : Deux plombiers à Hollywood : Desiree
- 1984 : Orphelins à louer  : Mrs. Slatt
- 1985 : Hellhole : Vera
- 1987 : Mankillers : le sergent Roberts
- 1988 : Rented Lips : Heather Darling
- 1988 : The American Scream de Mitchell Linden : la strip-teaseuse
- 1989 : Dr. Alien : Buckmeister
- 1991 : Bad Girls from Mars : Emanuelle
- 1995 : Snatch Masters 6 : elle-même

### Télévision
- 1962 : La Quatrième Dimension, épisode The Dummy : la chorus girl (non créditée)
- 1966 : Match contre la vie, épisode Carnival Ends at Midnight : danseuse Watusi
- 1966 : Batman  : Rae (3 épisodes)
- 1967 : Perdus dans l'espace, épisode Two Weeks in Space : la nonne
- 1973 : Auto-patrouille, épisode Venice Division : Tammy Warren
- 1987 : Mr. Gun, épisode They Call Me Mr. Trunk : la fille de rêve